# Ukna församling
Ukna församling är en församling i Linköpings stift inom Svenska kyrkan. Församlingen ingår i Norra Tjusts pastorat och ligger i Västerviks kommun i Kalmar län.
Församlingskyrka är Ukna kyrka

## Administrativ historik
Församlingen har medeltida ursprung. 
Församlingen var under medeltiden moderförsamling i pastoratet Ukna och Gärdserum för att därpå till 1962 utgöra ett eget pastorat. År 1931 utbröts delar av församlingen till den nybildade Överums församling. Från 1962 till 1973 var församlingen åter i gemensamt pastorat med Gärdserum, nu som annexförsamling. Från 1973 till 2007 var bildade man istället pastorat tillsammans med Västra Ed. År 1992 utökades pastoratet med Loftahammars församling. Från 2007 ingår församlingen i Norra Tjusts pastorat.

## Kyrkoherdar
| Ämbetstid | Namn                                | Levnadstid | Övrigt                                     |
| --------- | ----------------------------------- | ---------- | ------------------------------------------ |
| 1290–1304 | Torkillus                           | –1304      |                                            |
| 1365      | Nicolaus                            |            |                                            |
| 1370–1378 | Sveno Nicolai                       |            |                                            |
| 1482      | Jonas Andori                        |            |                                            |
| 1523      | Finvedus Petri                      |            |                                            |
| 1547      | Laurentius                          |            |                                            |
| 1560–     | Nicolaus Jonae                      | –1597      |                                            |
| 1583–1602 | Benedictus Nicolai                  | –1602      |                                            |
| 1603–1611 | Uddo Johannis                       | –1611      |                                            |
| 1612–1650 | Ingellus Cenedicti (Nericius)       | 1575–1650  |                                            |
| 1667–1669 | Isaacus Ingelli Zygelius            | 1629–1669  |                                            |
| 1681–1692 | Sveno Wasselius                     | 1629–1692  |                                            |
| 1692–1700 | Arvid Magni Rydelius                | 1643–1700  |                                            |
| 1702–1718 | Israel Kjernander                   | 1644–1718  |                                            |
| 1719–1743 | Hans Rydbom                         | 1671–1743  |                                            |
| 1744–1750 | Samuel Älf                          | 1700–1750  |                                            |
| 1752–1771 | Johan Rehn                          | 1708–1771  |                                            |
| 1774–1788 | Jacob Lars Wallén                   | 1723–1788  |                                            |
| 1789–1811 | Henrik Adam Rydelius                | 1723–1811  |                                            |
| 1811–1822 | Nils Peter Wistrand                 | 1760–1822  |                                            |
| 1823–1834 | Hans Jacob Wallberger               | 1769–1834  |                                            |
| 1835–1861 | Pehr Olof Westerlind                | 1782–1861  |                                            |
|           | Adolf Johansson                     |            | Senare kyrkoherde i Gammalkils församling. |
| 1873–1907 | Per Viktor Åberg                    | 1825–1907  |                                            |
| 1908–1913 | Anders Alfred Johansson             | 1843–1913  |                                            |
| 1914–     | Carl Gustaf Anders Henrik Cornelius | 1863–      |                                            |
| 1937–1962 | Harry Aldenius                      | 1906–1986  | Senare kyrkoherde i Gärdserums församling. |

## Klockare och organister
| Ämbetstid | Namn                  | Levnadstid | Övrigt                |
| --------- | --------------------- | ---------- | --------------------- |
| 1726-1738 | Johan Svensson        |            | Klockare              |
| 1739      | Olof Eriksson         |            | Klockare              |
| 1743-1771 | Olof Kinberg          | -ca 1771   | Organist              |
| 1771-1794 | Lars (Per) Lundgren   |            | Organist              |
| 1795-1846 | Johan Petter Thorén   | 1773-1846  | Klockare och organist |
| 1847-1889 | Nils Johan Kopparberg | 1813-1889  | Klockare och organist |